# 国家公務員宿舎法
国家公務員宿舎法（こっかこうむいんしゅくしゃほう、昭和24年5月30日法律第117号）は、国家公務員の宿舎（＝官舎）に関する法律である。
公邸に関しても同法が設置の根拠となっている。

## 構成
- 第一章　総則
- 第二章　宿舎の設置並びに維持及び管理に関する機関
- 第三章　宿舎の設置及び廃止等
- 第四章　宿舎の維持及び管理
- 第五章　雑則